# Charles Maurras
Charles-Marie-Photius Maurras, född 20 april 1868 i Martigues i Provence, död 16 november 1952 i Tours i Indre-et-Loire, var en fransk författare, politiker, poet, journalist och litteraturkritiker. Han var den främste ledaren och ideologen bakom Action française, en rojalistisk, nationalistisk och kontrarevolutionär politisk rörelse i Frankrike.

## Biografi
Maurras växte upp i en traditionalistisk miljö och utbildades vid en katolsk skola i Aix-en-Provence. Som tonåring kom han till Paris, där han medverkade i tidskrifter och rörde sig i litterära miljöer. Omkring sekelskiftet tog han starka intryck av Maurice Barrès nationalistiska tänkande, och började utveckla en anti-romantisk och positivistisk filosofi. Politiskt såg han monarkin och den katolska kyrkan som grundprinciper för samhällets ordning, och ställde dessa i skarp motsättning till dem han betraktade som västerlandets fiender: republikaner, socialister, frimurare, protestanter, judar och demokratiskt sinnade katoliker.
Maurras började engagera sig politiskt i samband med Dreyfusaffären, först i Ligue de la patrie française. Han anslöt sig 1899 till den nationalistiska rörelsen Action française och grundade samma år dess tidning, som han redigerade tillsammans med Léon Daudet. I denna roll kom Maurras att bli rörelsens främste ideolog, och utövade ett stort inflytande över de intellektuella och politiska miljöerna i Frankrike. Under och efter första världskriget intog han en starkt anti-tysk hållning, och kritiserade bland annat Versaillesfördraget för att inte ställa tillräckligt hårda krav på Tyskland.
Då Maurras i sina skrifter ofta manade till politiskt våld ställdes han flera gånger inför rätta, däribland då han 1936 dömdes till fängelse för att ha mordhotat den socialistiske premiärministern Léon Blum. År 1938 blev han invald i Franska akademien på stol nummer 16.
Under 1930-talet uttryckte Maurras beundran för fascistiska ledare, som Mussolini i Italien och Franco i Spanien. I linje med sina anti-tyska åsikter förhöll han sig dock betydligt mer kallsinnigt till Hitler och nazismen, men kom likväl att stödja Münchenöverenskommelsen 1938 och motsatte sig krig mot Nazityskland, då han betraktade Sovjetunionen och kommunismen som ett större hot.

Under andra världskriget gav han sitt stöd till den protyska Vichyregimen under marskalk Philippe Pétain. Han försvarade regimens antisemitiska lagstiftning, samt fick stöd från ockupationsmakten att fortsätta utgivningen av Action Françaises tidskrift, där han förordade att motståndsrörelsens medlemmar skulle avrättas.

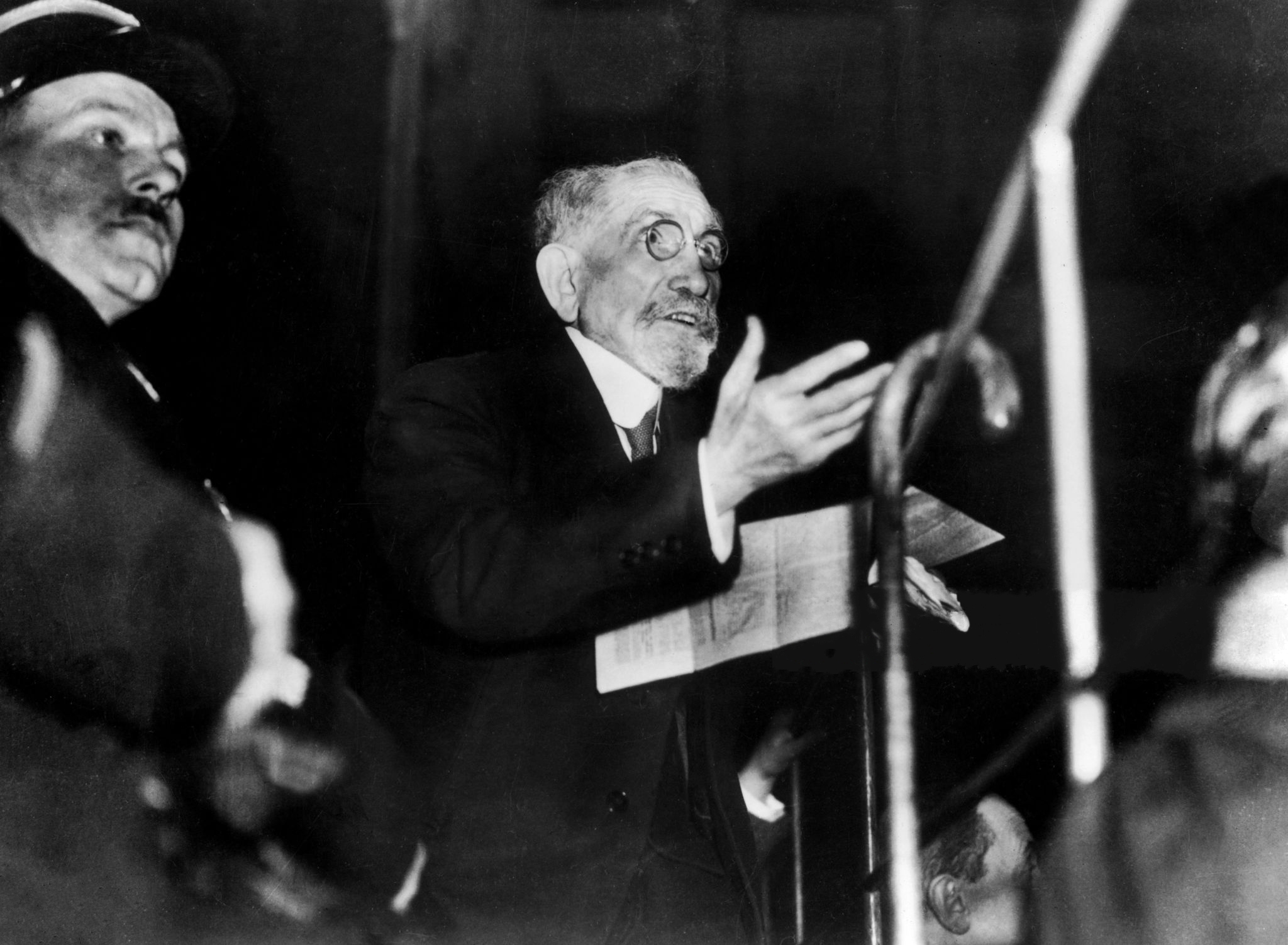
Charles Maurras inför rätta, 1945.

Efter befrielsen arresterades Maurras i september 1944, och åtalades för högförräderi. Han dömdes i januari 1945 till livstids fängelse samt förlust av sina politiska, medborgerliga och professionella rättigheter. Efter att först ha suttit fängslad i Riom och Clairvaux omvandlades straffet i april 1952 till husarrest. Han förflyttades då till en klinik utanför Tours, där han avled i november samma år.

## Tänkande

### Politisk filosofi
Maurras kallade själv sin politiska filosofi för nationalisme intégral (”integral nationalism”), enligt vilken nationen är till det högsta värdet av alla. Allt vad en integral nationalist gör måste vara relaterat till det nationella intresset. För Maurras var det nationella intresset i det franska fallet relaterat till anti-individualism, anti-liberalism och antisemitism. Enligt Maurras äger den nationella, kollektiva personligheten en högre form av sanning, individualitet och frihet, än de mänskliga personligheterna. I den nationalism som utvecklades inom Action française är nationerna heller inte några jämlika personligheter, utan involverade en hierarkisk syn på tillvaron. Nationen relateras också, tydligare än tidigare, till en etnisk definition – den franska nationen blir uttrycket för "franskhet" i kultur, språk och folksjäl.
Synen på nationen som en kollektiv personlighet var alltså produkten av den nationalromantiska filosofin, men de mera extrema nationalisterna i slutet av 1800-talet inordnade denna föreställning i en syn på nationen som en biologisk organism, som strävar efter inre integration av sina delar. Mot slutet av 1800-talet uppträder alltså en integrativ nationalism som hyllar organisk integration, den nationella enheten som ett högre mål än alla andra.

### Inspirationskällor
Starkt relaterat till uppfattningen om nationen som en högre form av kollektiv livsform, som en exklusivt etnisk identitet och som en naturlig organism i kamp för tillvaron, är inspirationen från Nietzsche. Att stå högre än andra nationer är att vilja mer än andra, och att uttrycka nationell viljekraft blir inte ett medel, utan ett mål i sig.
Action française var starkt antitysk. Sålunda var inte Arthur de Gobineau deras inspirationskälla. I Frankrike var den integrativa nationalismen en separat politisk rörelse, som inte bör sammanblandas med nazism. Reidar Larsson menar att deras nationalism, trots dess tydliga antisemitiska drag, inte var grundad på någon rasteori. Statsnationalisterna, som de också kallas, ville ha en stark och auktoritär statsmakt, men förespråkade inte en totalitär diktatur under en enskild ledare. En viktig tanke var att avgränsa den centrala statsmakten just till maktfunktionerna. Återstoden skulle överlåtas till självstyrande provinser och till korporationer, yrkesorganisationer, sammanbildningar av fackförbund och arbetsgivarorganisationer tillhörande samma yrke.
Maurras såg de antika romarna som Frankrikes sanna föregångare. Dessa hade gett fransmännen deras språk, deras religion och många av deras traditioner. Under mellankrigstiden gick visserligen de italienska fascisterna i spetsen för romantiserandet av Imperium Romanum, men Rom hade sina beundrare även hos den franska högern, exempelvis i Numa Denis Fustel de Coulanges. Maurras förklarade av hela sitt hjärta att han var romare.